# Joe Bonamassa
Joe Bonamassa (Utica-NY, 8 de Maio de 1977) é um cantor, guitarrista e compositor de blues-rock estadunidense.

## Biografia
Fã de rock inglês e do blues moderno Joe Bonamassa começou a tocar guitarra aos quatro anos de idade, e aos oito já era elogiado por B.B. King.
Lançou um disco com a banda Bloodline (“Bloodline”, 1994), da qual fizeram parte Erin Davis (filho de Miles Davis), Waylon Krieger (filho de Robby Krieger) e Berry Oakley Jr, e que debandou logo depois.
O primeiro disco-solo (A New Day Yesterday), lançado em 2000, é um testemunho de amor ao rock dos anos 60 e 70. Joe começa com o blues-rock Cradle Rock, um clássico do guitarrista irlandês Rory Gallagher e Walk in My Shadows dos britânicos do Free. A faixa título é uma porrada tirada do segundo álbum do Jethro Tull (Stand Up, 1969). Em If Heartaches Were Nickels, Bonamassa convida o tecladista Gregg Allman (The Allman Brothers Band) e o ícone da guitarra Leslie West, fundador do mitológico grupo Mountain. A sonoridade meio anos 70 deve-se ao produtor Tom Doud, que trabalhou com Derek & The Dominos e The Allman Brothers. Don´t Burn Down That Bridge é uma reverência aos ingleses do Cream (leia-se Eric Clapton) o timbre da guitarra é idêntica a clássica Sunshine Of Your Love. O guitarrista mostra que também é um compositor competente no rock Nuthin´ I Wouldn´t Do e no blues Trouble Waiting. O disco ainda conta com a participação do guitarrista Rick Derringer, outra referência importante em sua formação.
Em 2010, montou o supergrupo Black Country Communion juntamente com Glenn Hughes, no baixo e vocais, o baterista Jason Bonham, filho do lendário John Bonham e, finalmente, Derek Sherinian (ex-Dream Theater) nos teclados. O supergrupo, no entanto, encerrou as atividades após algumas diferenças criativas e pessoais entre Joe Bonamassa e Glenn Hughes. Em março de 2013, Bonamassa declarou que estava feliz por não estar mais envolvido com o Black Country Communion, e poucos dias depois, Glenn Hughes declarou o fim da banda.

## Discografia

### Solo
- 2000 – A New Day Yesterday
- 2002 – So, It's Like That
- 2002 – A New Day Yesterday Live
- 2003 – Blues Deluxe(cover)
- 2004 – Had to Cry Today
- 2005 – (Live) at the Rockpalast (DVD)
- 2006 – You & Me
- 2007 – Sloe Gin(cover) UK #50[1]
- 2008 – Live From Nowhere in Particular[2] UK #45[3]
- 2009 – The Ballad of John Henry U.S. #103,[4] UK #26
- 2009 – Live From The Royal Albert Hall (CD e DVD)
- 2010 – Black Rock[5] (U.S. #39, UK #14, GER: #22)
- 2011 – Dust Bowl (U.S. #37, UK #12)
- 2012 – Driving Towards the Daylight (#1 UK)
- 2012 – Live From the Beacon Theatre
- 2014 – Different Shades of Blue
- 2017 – Live At Carnegie Hall – An Acoustic Evening
- 2017 – Beth Heart & Bonamassa – Black Coffee
- 2018 – British Blues Explosion Live
- 2018 – Redemption
- 2020 – Royal Tea
- 2021 – Time Clocks
- 2023 – Blues Deluxe Vol. 2
- 2025 – Breakthrough

### Em parceira com a cantoraBeth Hart
- 2011 – Don't Explain
- 2013 – Seesaw (2013)
- 2014 – Live in Amsterdam
- 2018 – Black Coffee

### Com "Black Country Communion"
- 2010 – Black Country
- 2011 – 2
- 2012 – Live Over Europe
- 2012 – Afterglow
- 2017 – BBCIV

### Com "Rock Candy Funk Party"
- 2013 – We Want Groove
- 2014 – Rock Candy Funk Party Takes New York: Live at the Iridium
- 2015 – Groove Is King
- 2017 – The Groove Cubed

### Participações em outros álbuns
- Joe Lynn Turner – Holy Man (2000)
- Joe Lynn Turner – JLT (2003)
- Walter Trout and the Radicals – Full Circle (2006)
- Carl Verheyen Band – Trading 8s (2009)
- Shannon Curfman – What You're Getting Into (2010)
- Sandi Thom – Merchants and Thieves (2010)
- Healing Sixes – Blue Jay (2010)
- Lee Ritenour – 6 String Theory (2010)
- Henrik Freischlader – Still Frame Replay (2011)
- Don Airey – All Out (2011)
- Derek Sherinian – Oceana (2011)
- Leslie West – Unusual Suspects (2011)
- Jim Suhler & Monkey Beat – Tijuana Bible (2009)
- Europe – Bag of Bones
- Jon Lord  "Concerto for Group and Orchestra" (album) (2012)

## Curiosidades
- Joe coleciona guitarras desde os 13 anos e possui atualmente 550 exemplares na sua coleção. Em seu álbum "You & Me" ele usa 22 guitarras e cinco amplificadores diferentes nas 11 faixas do álbum.